# 男性と女性の肖像 (カンピン)
 『男性と女性の肖像』（だんせいとじょせいのしょうぞう、英: A Man and A Woman）は、初期フランドル派の画家ロベルト・カンピンに帰属される絵画である。1435年ごろ (炭素年代測定と人物の衣装にもとづく)、オーク板上に油彩と卵テンペラで描かれた。通常、2点は対作品と考えられているが、解体されたディプティック (二連祭壇画) の両翼パネルであった可能性もある。この説の根拠となるのは、両作品の裏側が大理石になっていることで、それは作品が壁に掛けられるように意図されていなかったことを示唆する。
明らかに夫婦と思われる中産階級の2人については非常に多くの推測がなされてきた。19世紀初期のしばらくの間、ほとんど根拠もなく彼らはフランドル派の画家クエンティン・マサイスと彼の妻であると考えられ、後にはロヒール・ファン・デル・ウェイデンと彼の妻であると考えられていた。2人の素性については歴史的な記録がまったくなく、絵画そのものについての記録 (銘文、紋章など) もまったくない。
両作品は1860年に購入されて以来、ロンドン・ナショナル・ギャラリーに展示されている。

## 作品

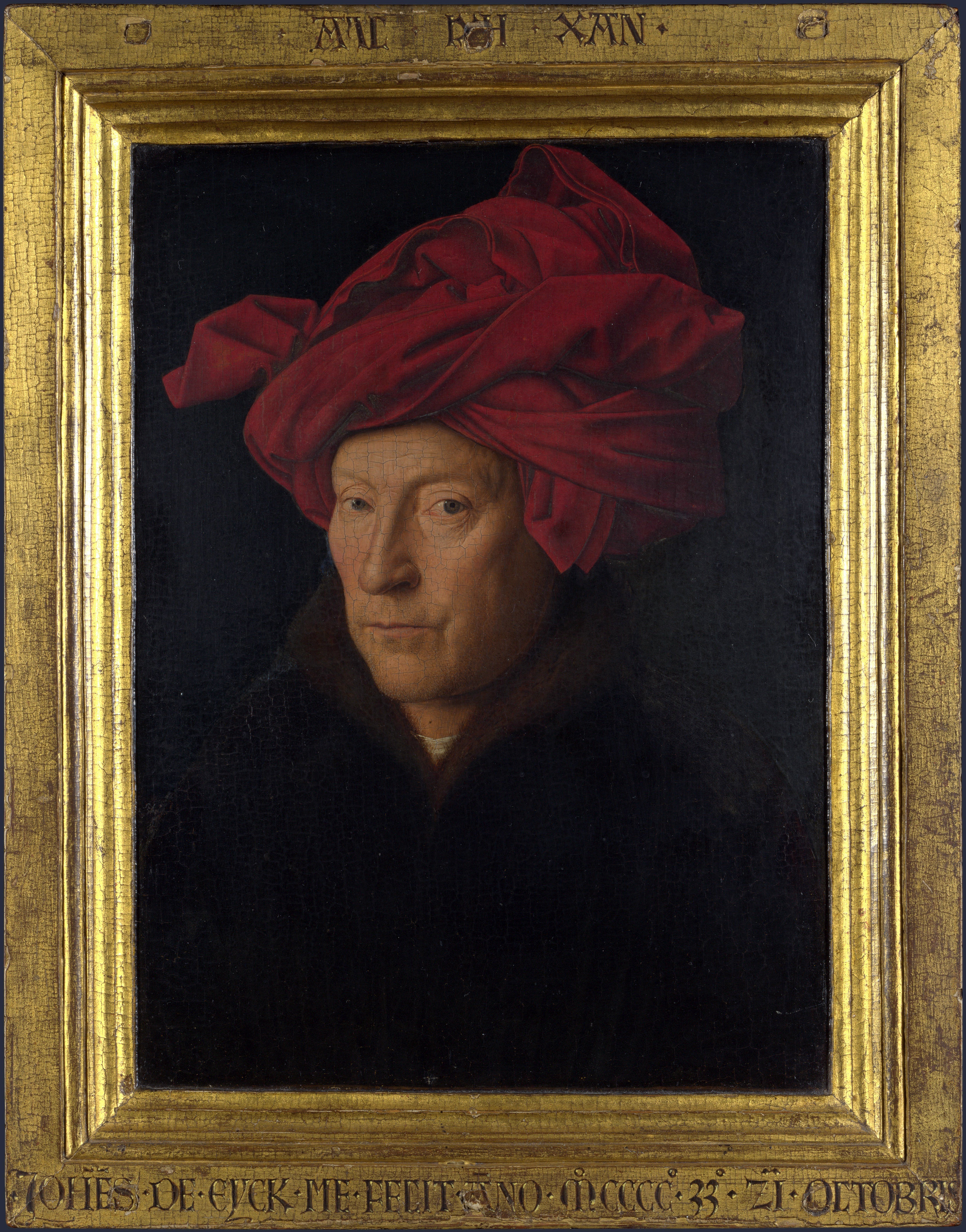
ヤン・ファン・エイク『男性の肖像 (自画像?)、 1433年。ナショナル・ギャラリー (ロンドン)

肖像画中の2人は視線を合わせてはいないものの、互いのほうを向いている。女性の顔は男性の顔より小さいが、夫とは逆の方向から射す光により、いっそう明るく照らされている。彼らの顔の造作は同一線上に揃っており、両作品の構図には微妙な左右対称性が認められる。
2点の肖像画は、ほぼ同じサイズで形式 (縦に木目のある合成された同じオーク板) であること以外にも多くの点で非常に類似している。2人とも半身像で、無地の黒色の背景の中に描かれている。両作品は非常に明るく均一な光で照らされ、人物像が4分の3正面向きで実物のように見える。
画面周囲には余白がほとんどなく、とりわけ人物像の頭部は画面上端にほぼ接しており、彼らは画面のスペースを占有している。1420-1430年代の多くの半身肖像画同様、頭部は身体に比べて微妙に大きい。両作品とも非常に限られた色で構成されている。『男性像』は赤色、暗緑色、黒色に、『女性像』は白色、茶色、黒色に支配されている。
2人とも豪華で大きな飾り布を頭部に被っている。男性は赤い布でできたシャプロンを、女性は2枚か3枚のリネンのベールを着けている。シャプロンは詰め物の入った筒状の布、固く巻いたリリパイプ (フランス語で「cornette＝コルネット」) 、肩に垂れ下がるショルダー・ケープ (patte) からできている。2人の間には大きな年齢差がある。男性は茶色の目をしていて、目蓋が下がっている一方、女性の目は明るい青色である。

## 帰属

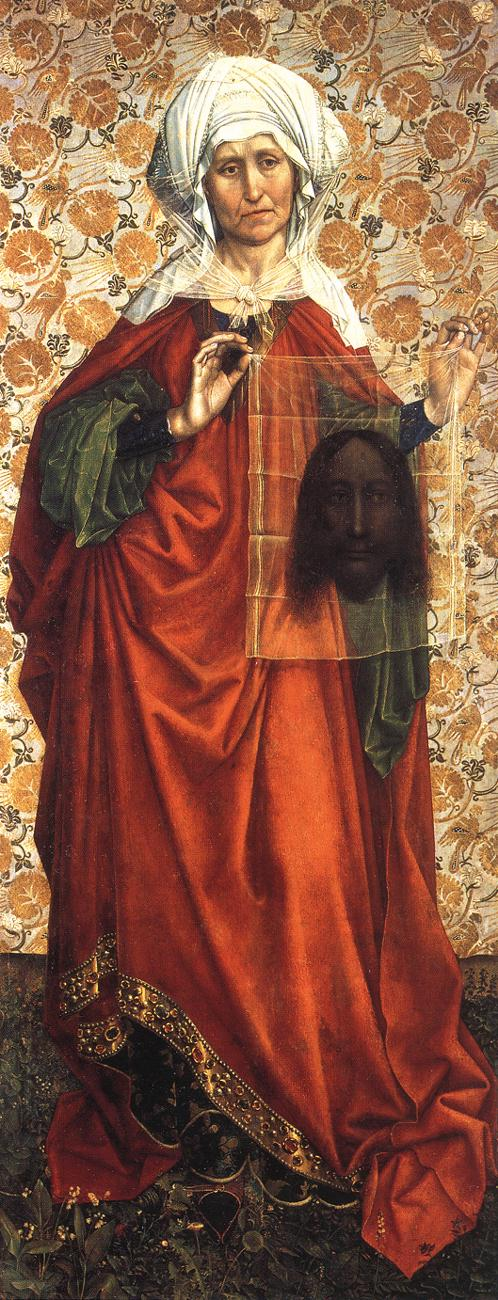
ロベルト・カンピンに帰属『聖ヴェロニカ』、1410年ごろ。

2作品は19世紀に発見されて以来、時にクエンティン・マサイスに、後にヤン・ファン・エイクに帰属された (やはりナショナル・ギャラリーにある彼の自画像とされる『男性の肖像』との類似性によるもので、この肖像には彼の署名と本作より2年早い1433年の制作年が記入されている) 。1860年の目録では、両作品は「ロヒール・ファン・デル・ウェイデンの息子」に帰属された。通常、結婚している夫婦の対作品として認められているが、マサイスとファン・デル・ウェイデンに帰属された場合、2点は画家と彼の妻の肖像であるという前提があった。最近の、そして広く認められている帰属はカンピンによるというもので、彼は通常、様式的特徴にもとづいて「フレマールの画家」 (Master of Flémalle) と同一視されている。彼の記録されている絵画はまったく現存しておらず、また作品中に銘文、紋章などの形で彼の素性を示唆するものもまったくない。
美術史家のローン・キャンベルは、『男性の肖像』はフレマールの画家の『聖ヴェロニカ』に、『女性の肖像』は『聖母の肖像』に類似していると考えている。キャンベルは『男性の肖像』について以下のように記述している。「頭部の描写と異なる肌の質感、とりわけ口周辺の肌の質感に類似した繊細さがある。目と眼窩の描写が類似している。そして、『聖母の肖像』には目のキャッチライトを示唆する類似した描法がある」。